# 驼背光尾鲨
驼背光尾鲨（学名：Apristurus grbbosug）为猫鲨科光尾鲨属的鱼类。在中国，分布于南海等海域。该物种的模式产地在珠江口外海。